# Миролюбовка (Богодуховский район)
Миролюбовка (укр. Миролюбівка) — село,
Павловский сельский совет,
Богодуховский район,
Харьковская область.
Код КОАТУУ — 6320886003. Население по переписи 2001 г. составляет 13 (4/9 м/ж) человек.

## Географическое положение
Село Миролюбовка находится в 7-и км от города Богодухова.

## История
- 1793 — дата основания.

## Экономика
- В селе есть свинотоварная ферма.

## Достопримечательности
- Братская могила советских воинов и Памятный знак воинам-односельчанам. Похоронено 122 воина.